# Агапино
Ага́пино (рос. Агапино) — село у складі Шадрінського району Курганської області, Росія. Входить до складу Ганинської сільської ради.
Населення — 462 особи (2010, 484 у 2002).
Національний склад станом на 2002 рік: росіяни — 81 %.